# Aron Gunnarsson
Aron Einar Malmquist Gunnarsson (født 22. april 1989 i Akureyri) er en islandsk fodboldspiller. Gunnarsson, som er midtbanespiller, spiller for den walisiske klub Cardiff City i engelsk Premier League.
Gunnarsson, som har flere kampe for Island, spillede sin første A-landskamp for landsholdet i 2008, og har været Islands anfører siden midten af 2012. Han deltog ved både EM 2016 i Frankrig og VM 2018 i Rusland.